# Повелители финансов
«Повелители финансов. Банкиры, перевернувшие мир» (англ. Lords of Finance: The Bankers Who Broke the World) — научно-популярная книга американского писателя Лиаквата Ахамеда о событиях, приведших к Великой депрессии. Она рассказывает личные истории четырёх глав центральных банков основных мировых экономик того времени: Бенджамина Стронга, управляющего Федеральным резервным банком Нью-Йорка; Монтегю Нормана из Банка Англии; Эмиля Моро, главы Банк де Франс; и Яльмара Шахта из рейхсбанка. Одной из главных тем книги является роль, которую играют центральные банки, «настойчиво придерживаясь золотого стандарта» даже «в условиях полной катастрофы». Известный британский экономист того времени Джон Мейнард Кейнс появляется в книге в противоположной центральным банкам роли.
Книга была хорошо принята критиками и выиграла в 2010 году Пулитцеровскую премию по истории и множество других наград, так как была издана во время финансового кризиса 2007—2011 годов и события в ней рассматриваются как имеющие самое непосредственное отношение к текущей финансовой ситуации.